# Atrioventriculaire knoop

De AV-knoop in het midden tussen atrium en ventrikel enerzijds en linker en rechterkant anderzijds

De atrioventriculaire knoop (AV-knoop) of nodus atrioventricularis is de plaats in het niet geleidende tussenschot tussen boezems en kamers, tussen de linker- en rechterboezem, waar de elektrische prikkel zoals die door de sinusknoop is geïnitialiseerd doorgeleid wordt naar de kamers. Vanuit de AV-knoop gaat de prikkel eerst door de bundel van His, dan door de linker- en rechter bundeltakken, en vervolgens via het netwerk van de purkinjevezels naar de spiercellen van de hartkamers. 
In de AV-knoop wordt de prikkel opgevangen, en even (±0,04 seconde) vastgehouden.  Er treedt dus enige vertraging op voordat de prikkel naar de kamers wordt doorgegeven. Hierdoor wordt bewerkstelligd dat eerst de boezems samentrekken, die zich ledigen in de kamers die even later het bloed de bloedsomloop in stuwen. 
In een elektrocardiogram is het 'vuren' van de AV-knoop te zien als het begin van het QRS-complex, dat echter pas optreedt nadat de prikkel ook het his-purkinjesysteem doorlopen heeft. De activatie van de AV-knoop en het his-purkinjesysteem zelf is in het elektrocardiogram niet zichtbaar.
De AV-knoop werd ontdekt door de Japanse patholoog Sunao Tawara. Hij deed deze ontdekking in Marburg, in het laboratorium van professor Ludwig Aschoff. De atrioventriculaire knoop (AV-knoop) wordt daarom ook wel de "knoop van Aschoff-Tawara" of "aschoff-tawaraknoop" genoemd.